# La Gi (phường)
La Gi là một phường thuộc tỉnh Lâm Đồng, Việt Nam.

## Lịch sử
Ngày 16 tháng 6 năm 2025, Ủy ban Thường vụ Quốc hội ban hành Nghị quyết số 1671/NQ-UBTVQH15 về việc sắp xếp các đơn vị hành chính cấp xã của tỉnh Lâm Đồng năm 2025 (có hiệu lực từ ngày 16 tháng 6 năm 2025). Trong đó, hợp nhất các phường Tân An, Bình Tân, Tân Thiện và xã Tân Bình thành phường La Gi.

## Địa lý
Phường La Gi có vị trí địa lý:
- Phía Tây Bắc giáp xã Hàm Tân
- Phía Đông giáp xã Tân Hải
- Phía Tây giáp phường Phước Hội

Phường có diện tích 68,47 km², dân số năm 2025 là 60.549 người, mật độ dân số đạt 884 người/km².